# Konkurrenz (Strafrecht Deutschlands)
Die Lehre von den Konkurrenzen im deutschen Strafrecht befasst sich mit dem Verhältnis, in dem mehrere Gesetzesverletzungen eines Täters durch seine Tathandlung(en) zueinander stehen.
Grundlegend wird dabei zwischen Tateinheit (Idealkonkurrenz) gemäß § 52 StGB und Tatmehrheit (Realkonkurrenz) gemäß § 53 StGB unterschieden. Bei der Tateinheit verwirklicht dieselbe Handlung oder -einheit mehrere Straftatbestände oder einen Straftatbestand mehrmals, bei der Tatmehrheit werden mehrere Straftatbestände oder der gleiche Straftatbestand durch mehrere selbstständige Handlungen oder -einheiten verletzt.

## Tateinheit und Tatmehrheit
Zweck der Konkurrenzenregelungen, die sich in den §§ 52 bis § 55 StGB finden, ist es, beim Zusammentreffen mehrerer Gesetzesverletzungen eine der jeweiligen Schuld angemessene Strafe zu bilden und nicht lediglich die Strafen der einzelnen Tatbestände zu addieren.
Das Strafgesetzbuch gibt mit Tateinheit gemäß § 52 StGB und Tatmehrheit gemäß § 53 StGB zwei Verfahren vor, um aus den Strafdrohungen der einzelnen Straftatbestände eine angemessene Strafe zu entwickeln (Differenzierungsprinzip). Jeder Tateinheit liegt eine Handlungseinheit und jeder Tatmehrheit eine Handlungsmehrheit zugrunde. Der Umkehrschluss ist nicht zulässig, weil die Verwirklichung mehrerer Straftatbestände bereits auf der Ebene der Gesetzeskonkurrenz ausscheiden kann.
Bei der Tateinheit, bei der durch eine Handlung mehrere Gesetze verletzt werden, die nicht durch Spezialität, Subsidiarität oder Konsumtion verdrängt werden, wird auf eine Strafe erkannt, die sich nach dem schwersten der begangenen Delikte richtet (Einschluss- oder Absorptionsprinzip). Bei Tatmehrheit, bei der mehrere Handlungen mehrere Gesetze verletzen, die nicht im Wege der mitbestraften Nachtat oder Vortat verdrängt werden, wird aus den im Gesetz vorgesehenen Einzelstrafen eine Gesamtstrafe gebildet. Dabei wird die schwerste Strafdrohung (Einsatzstrafe) erhöht, wobei die Gesamtstrafe unter der Summe der möglichen Einzelstrafen liegen muss („Strafrabatt“).
Der Unterscheidung zwischen Tateinheit und Tatmehrheit liegt die Überlegung zugrunde, dass dem Täter bei Tatmehrheit eine höhere Schuld anzulasten ist (Verschärfungs- oder Asperationsprinzip). Eine nachträgliche Bildung einer Gesamtstrafe zwischen zwei Straftaten ist selbst dann noch möglich, wenn der Täter die spätere Straftat noch vor der Verurteilung der früheren Straftat begangen hat. Grund für die nachträgliche Gesamtstrafenbildung ist, dass in Ansehung der späteren Straftat dem Täter die Verurteilung noch nicht zur Warnung gereichte. Daher ist die Gewährung eines „Strafrabatts“ durch eine Gesamtstrafenbildung gerechtfertigt. Die nachträgliche Bildung einer Gesamtstrafe ist nur möglich, wenn die Strafe aus dem Urteil für die frühere Straftat noch nicht vollstreckt wurde.
Im Jugendstrafrecht wird dagegen immer eine Einheitsstrafe gebildet (§ 31 Abs. 1 JGG).
Auch das österreichische (§ 28 öStGB) und das schweizerische (Art. 49 sStGB) StGB folgen dem Einheitsstrafenprinzip.

## Handlungseinheit und Handlungsmehrheit
Von einer Handlungseinheit wird gesprochen, wenn entweder eine „Handlung im natürlichen Sinne“, eine „natürliche Handlungseinheit“, oder eine „juristische Handlungseinheit“ vorliegen. Im Übrigen liegt Handlungsmehrheit vor.

### Handlung im natürlichen Sinne
Dieselbe Handlung des Täters, die mehrere Straftatbestände oder einen Straftatbestand mehrmals verletzt, wird als Handlung im natürlichen Sinne beschrieben, wenn der Täter einen natürlichen Tatentschluss fasst und den zugrundeliegenden Willen betätigt. Es muss eine einzige Willensbetätigung vorliegen. Dies ist der Fall, wenn er beispielsweise auf einen Menschen schießt, weil er ihn töten möchte und neben dessen Tod als Durchgangsstadium eine Körperverletzung und außerdem eine Sachbeschädigung an dessen Kleidung verwirklicht.

### Natürliche Handlungseinheit
Eine natürliche Handlungseinheit kann durch die Verbindung mehrerer sich nicht überschneidender Tathandlungen gegen Rechtsgüter verschiedener Personen gebildet werden, wenn die Verhaltensweisen von einem einheitlichen Willen getragen werden und zwischen ihnen ein enger räumlicher und zeitlicher Zusammenhang besteht, so dass sie als ein einheitliches Geschehen erscheinen und keine höchstpersönlichen Rechtsgüter (Leib, Leben, Freiheit) betreffen. Abgestellt wird dabei auf die Einheitlichkeit und Zusammengehörigkeit des Gesamtgeschehens aus der objektiven Perspektive eines Dritten. Ein solcher Fall liegt regelmäßig vor, wenn ein Täter kurz hintereinander mehrere Luxusfahrzeuge aufbricht, um aus dem jeweiligen Innenraum die Navigationsgeräte zu entwenden. Diese an sich selbständigen Diebstähle erfolgen aber aufgrund eines einheitlichen Täterwillens und zur gleichen Zeit und am selben Ort, so dass zwischen ihnen eine natürliche Handlungseinheit besteht. Der Unwertgehalt der Tatbestandsverwirklichung wird letztlich nur quantitativ gesteigert.

### Juristische (rechtliche) Handlungseinheit
Bei einer rechtlichen Handlungseinheit werden mehrere natürliche Handlungen durch den Tatbestand des Gesetzes zu einer Bewertungseinheit verknüpft.
Eine juristische (rechtliche) Handlungseinheit im engeren Sinne wird bei mehraktigen Delikten, Dauerdelikten und verklammerten Delikten konstruiert. Mehraktige Delikte zeichnen sich dadurch aus, dass Ausführungshandlungen tatbestandlich teilidentisch sind im Verhältnis zweier oder mehrerer Straftaten untereinander. Will jemand einen anderen berauben, so ist die dabei ausgeübte Gewalt relevant für den Raubtatbestand einerseits; andererseits zeitgleich aber auch für die ausgeübte Körperverletzung (Teilidentität). Im nächsten Handlungsakt wird dann die begehrte Sache weggenommen (Diebstahlskomponente innerhalb des Raubtatbestandes). Dauerdelikte verklammern zur rechtlichen Handlungseinheit insoweit, als sie den „Unrechtsrahmen“ für eine andere Straftat stellen. Klassische Delikte sind die Freiheitsberaubung (§ 239 StGB) und der Hausfriedensbruch (§ 123 StGB). Tateinheitlich sind diese Delikte mit unterschiedlichem Wechselbezug auf eine andere Straftat. Bsp.: So geht A bei B unerlaubt in dessen Haus (Hausfriedensbruch), um ihn zu überfallen und zu verletzen, wenn er nach Hause kommt (Körperverletzung). Genauso könnte A den B vor dessen Haustür überfallen und verletzen, um danach unbefugt in sein Haus einzudringen.
1994 vollzog der BGH einen Bruch mit der zu diesem Zeitpunkt im Rahmen der rechtlichen Handlungseinheit diskutierten Variante des sogenannten „Fortsetzungszusammenhangs“. Am 3. Mai 1994 beschloss der Große Senat für Strafsachen des Bundesgerichtshofs die Abschaffung dieser Rechtsfigur. Der Fortsetzungszusammenhang war bis dahin so konstruiert worden, dass mehrere gleichartige Handlungen, von denen jede alle Voraussetzungen eines Straftatbestandes erfüllte und gegen das gleiche Rechtsgut gerichtet waren, rechtlich zu einer Bewertungseinheit zusammengefasst wurden, wenn die konkreten Taten in den wesentlichen Grundzügen (nach Zeit, Ort und Art der Begehung) von einem Gesamtvorsatz getragen waren. Bei höchstpersönlichen Rechtsgütern wurde zudem gefordert, dass sich die Tat gegen denselben Rechtsgutsträger richtete. Teile der Lehre wie der Rechtsprechung forderten, dass spätestens beim Abschluss des ersten Teilaktes der Gesamtvorsatz gebildet gewesen sein musste, was zu erheblichen Nachweisproblemen führte. Enorme Uneinigkeit bestand bezüglich der Frage zur Rechtsfolge, was zu judikativen Ungereimtheiten führte. Probleme mit dieser dogmatisch unzureichend fassbaren Rechtsfigur stellten dabei insbesondere folgende Konstellationen dar: Serientäter, Banden, der Grundsatz ne bis in idem, Mengen im Sinne des Betäubungsmittelgesetzes (BtMG), Verjährungsbeginn, Wechselverhältnis von Inlandstatteilen zu Auslandstatteilen. Der Große Senat für Strafsachen des BGH stellte seinerzeit folgenden Leitsatz auf:

„Die Verbindung mehrerer Verhaltensweisen, die jede für sich einen Straftatbestand erfüllen, zu einer fortgesetzten Handlung setzt voraus, dass dies, was am Straftatbestand zu messen ist, zur sachgerechten Erfassung des verwirklichten Unrechts und der Schuld unumgänglich ist“

Liegen mehrere selbständige Handlungen vor, spricht man von Handlungsmehrheit.

## Gesetzeskonkurrenzen
Fälle der Gesetzeskonkurrenz (auch sogenannte „unechte Konkurrenz“) sind:

### Gesetzeskonkurrenzen bei Handlungseinheit

#### Spezialität
Das speziellere Gesetz geht dem allgemeineren vor. Spezialität heißt: Ein Tatbestand enthält sämtliche Merkmale eines anderen und darüber hinaus mindestens ein weiteres Merkmal, das den Sachverhalt unter einem genaueren Gesichtspunkt erfasst, so besonders im Falle von Qualifikation, Privilegierung und Sonderdelikt. Diese sind gegenüber dem Grunddelikt, zusammengesetzte Delikte gegenüber den Tatbeständen, aus denen sie zusammengesetzt sind, spezieller (z. B.: § 244 Abs. 1 Nr. 3 StGB (Einbruchdiebstahl) ist spezieller als § 242 StGB (einfacher Diebstahl); § 249 StGB (Raub) ist spezieller als § 240 StGB (Nötigung) und § 242 StGB (Diebstahl)).

#### Subsidiarität
Subsidiär ist ein Tatbestand, der nur hilfsweise angewandt wird, wenn nicht ein anderer Tatbestand greift. Greift der vorrangig anzuwendende Tatbestand ein, tritt der subsidiäre Tatbestand dahinter zurück. Man unterscheidet formelle Subsidiarität: z. B. § 246 Abs. 1, § 248b Abs. 1. StGB, hier ist die hilfsweise Anwendung im Gesetz vorgeschrieben, und materielle Subsidiarität, bei der sich der Vorrang aus der Systematik der Tatbegehung ergibt. Versuch tritt hinter Vollendung zurück; Teilnahme hinter Täterschaft; Beihilfe hinter Anstiftung, das Gefährdungsdelikt hinter das Verletzungsdelikt, das abstrakte hinter das konkrete Gefährdungsdelikt.

#### Konsumtion
Ein Tatbestand wird typischerweise bei der Begehung eines anderen mitverwirklicht und wird durch die Bestrafung aus dem vorrangigen Delikt mitabgegolten. Beispielsweise konsumiert der unbefugte Gebrauch eines Fahrzeuges (§ 248b StGB) den Diebstahl beziehungsweise  die Unterschlagung (§ 242, § 246 StGB) am verbrauchten Benzin und Öl. Der Wohnungseinbruchsdiebstahl § 244 Abs. 1 Nr. 3 StGB konsumiert den Hausfriedensbruch nach § 123 StGB.

### Gesetzeskonkurrenzen bei Handlungsmehrheit
Bei Handlungsmehrheit können bei der Gesamtstrafenbildung einzelne Delikte als mitbestrafte Vor- oder Nachtat zurücktreten:
- mitbestrafte Vortat

Die Strafbarkeit einer früheren Tat entfällt, wenn deren Unrechtsgehalt von der späteren Tat mitumfasst ist (z. B. Schlüsseldiebstahl als mitbestrafte Vortat bei Kfz-Diebstahl mitumfasst; § 30 Abs. 2 StGB bei versuchtem oder vollendetem Verbrechen)
- mitbestrafte Nachtat

Die Strafbarkeit einer Nachtat entfällt, wenn sie im Verhältnis zur früheren Tat keinen selbständigen Unrechtsgehalt aufweist. Voraussetzungen dafür sind, dass
1. die Nachtat der Sicherung, dem Ausnutzen oder Verwerten des durch die frühere Tat erlangten Vorteils dient,
2. die Nachtat gegen denselben Rechtsgutträger und dasselbe Rechtsgut gerichtet ist und
3. kein neuer Vermögensschaden entstanden ist.